# Choắt mỏ cong bé

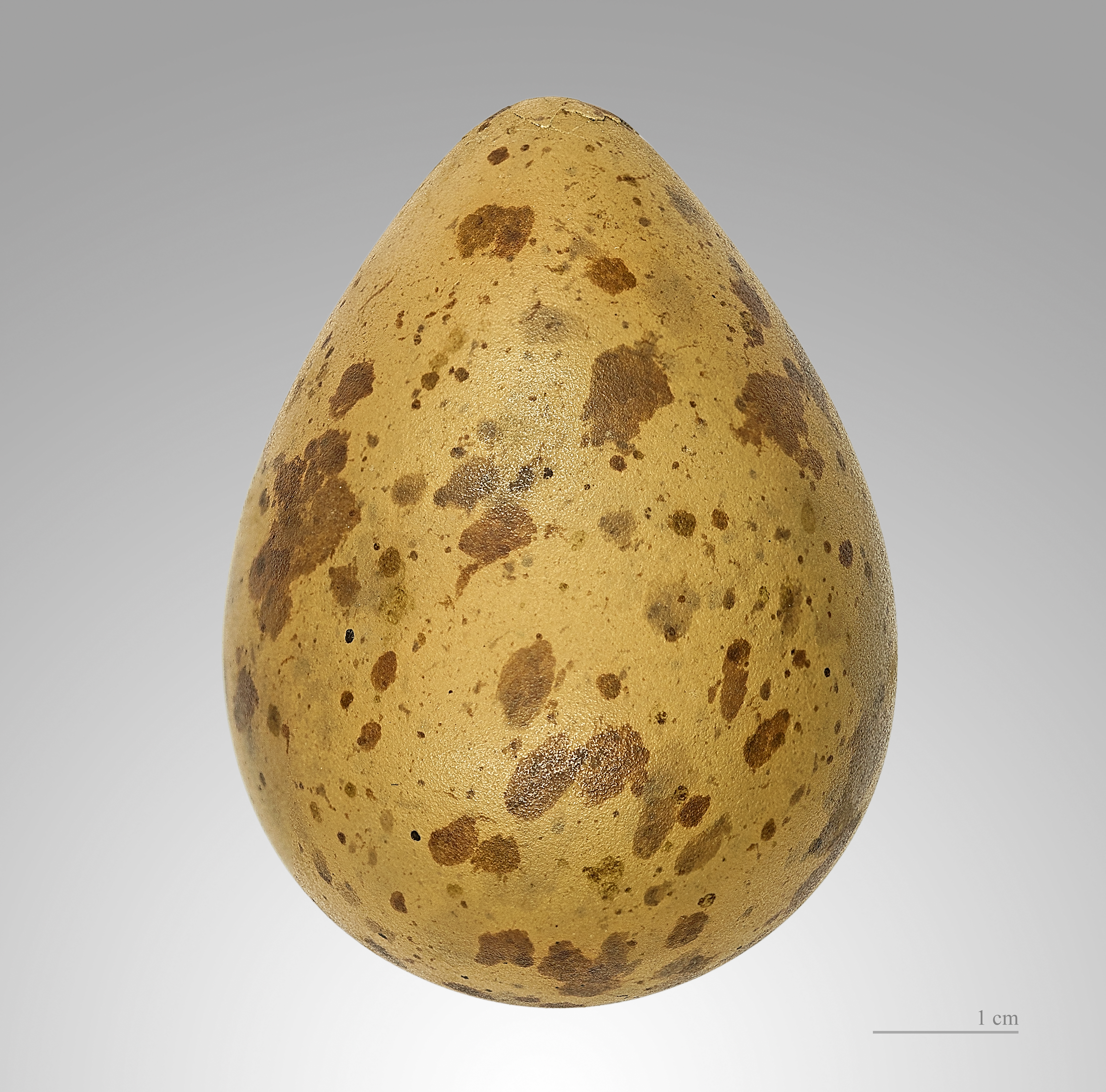
Numenius phaeopus

Numenius phaeopus là một loài chim trong họ Scolopacidae.

## Hình ảnh

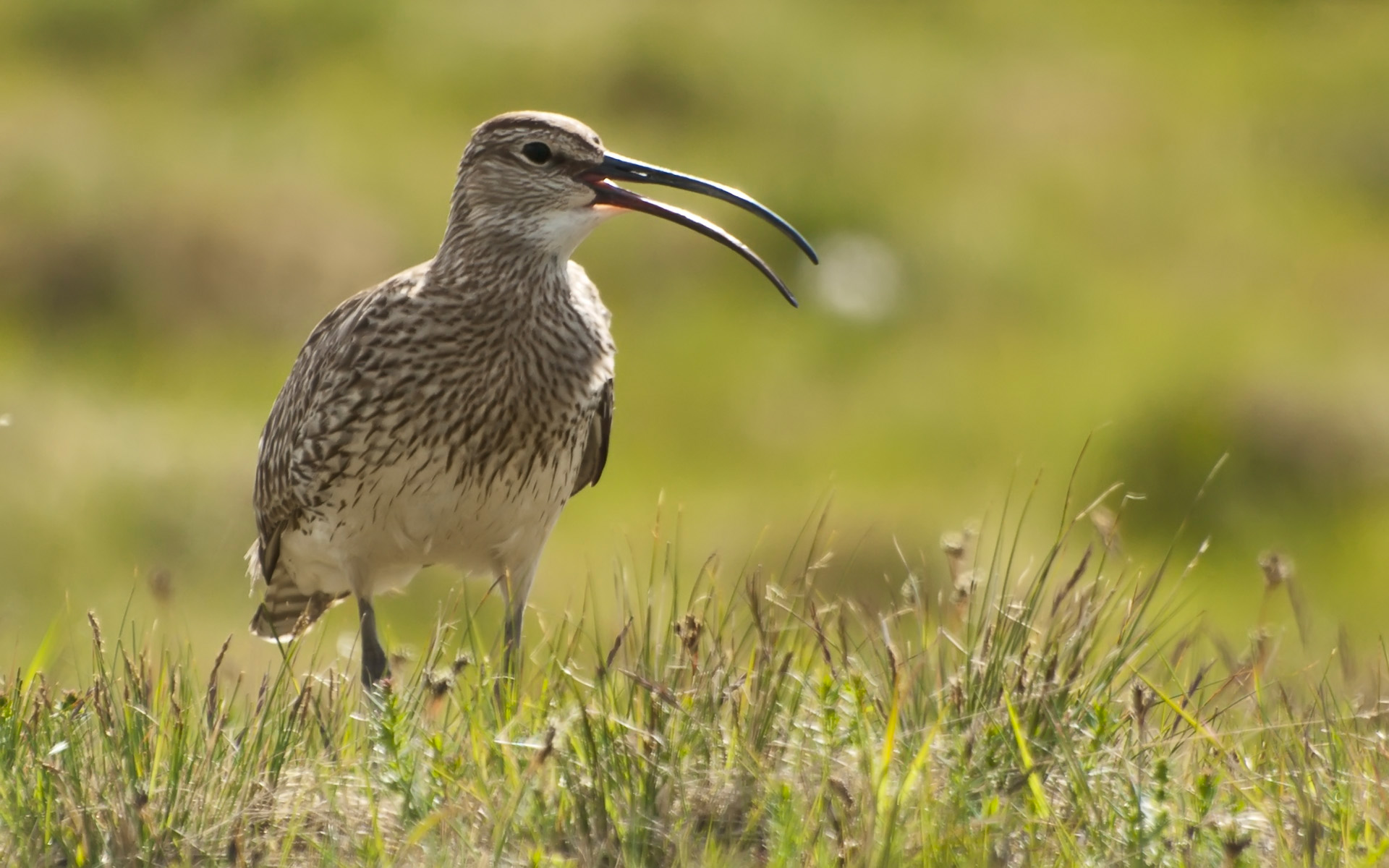
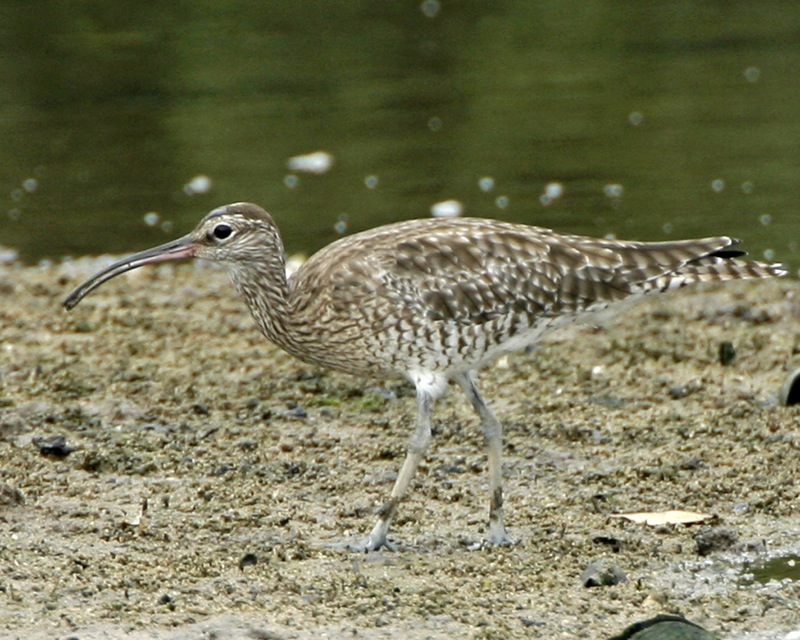
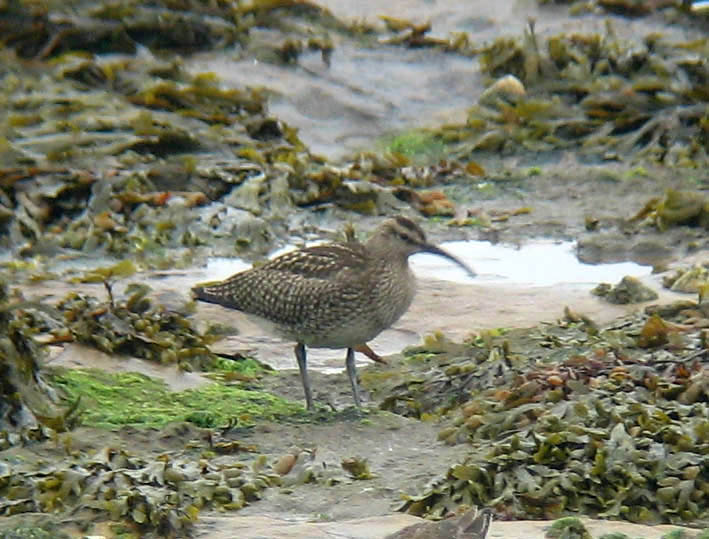
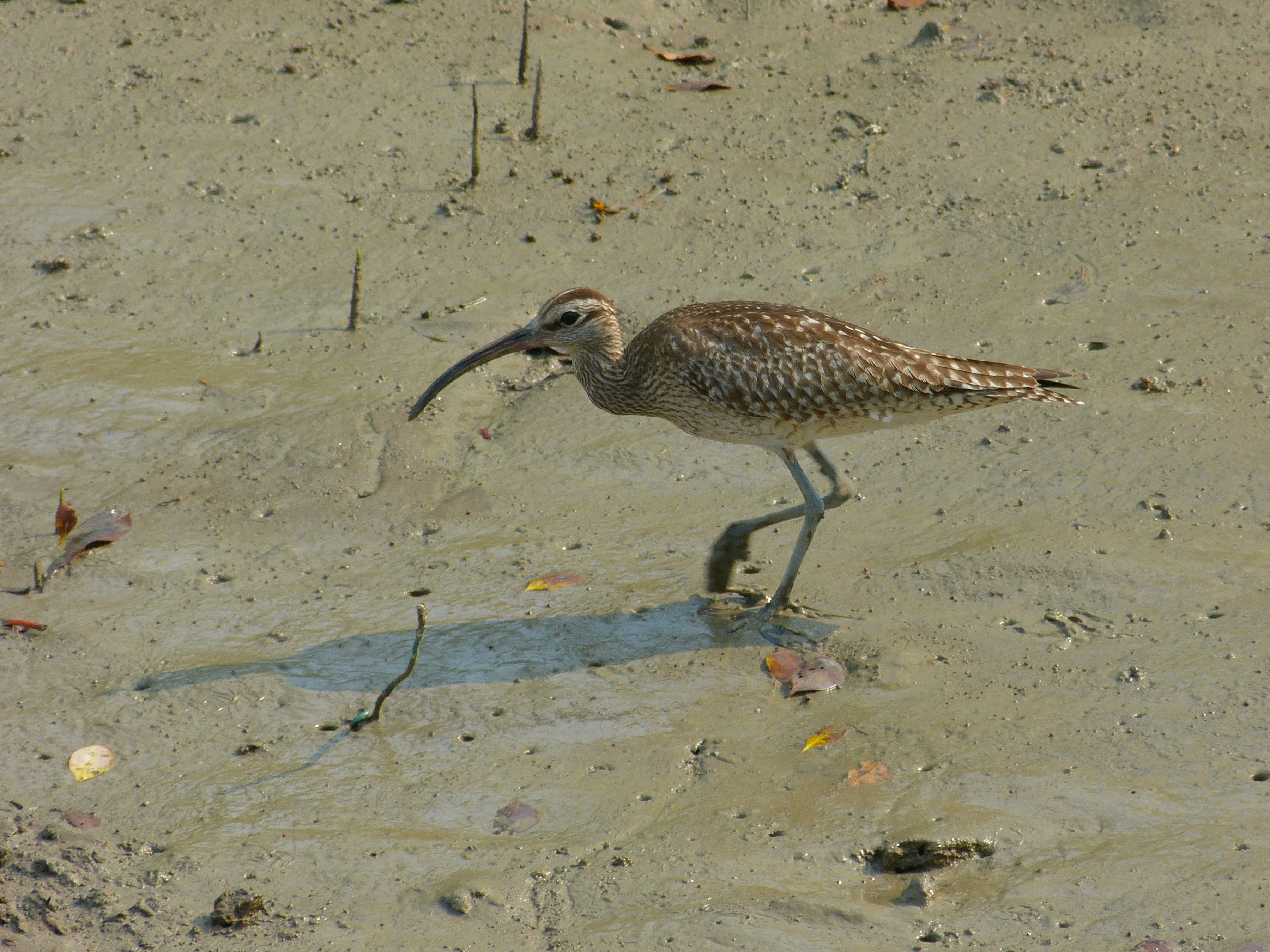